# Фантастичната четворка: Най-великите герои на света
„Фантастичната четворка: Най-великите герои на света“ (на английски: Fantastic Four: World's Greatest Heroes) е анимационен сериал, базиран на комиксовата поредица „Фантастичната четворка“ от Стан Лий и Джак Кърби за „Марвел Комикс“. Сериалът е копродуциран от американската компания „Марвъл Ентъртейнмънт“ и френската компания „МунСкуп Груп“ със съдействието на M6 и Картун Нетуърк Европа, и е разпространен от „Тафи Ентъртейнмънт“.
В Съединените щати сериалът се излъчва премиерно по „Картун Нетуърк“ като част от „Тунами“ на 2 септември 2006 г. Сериалът се излъчва по „Бумеранг“ за постоянно, преди да се премести по „Никтуунс“ през 2009 г. за последните епизоди.

## Актьорски състав
- Хиро Канагава – Рийд Ричардс/Г-н Фантастичен
- Лара Гилкрист – Сюзън Сторм/Невидимата жена
- Кристофър Якот – Джони Сторм/Човекът-факла
- Браян Добсън – Бен Грим/Нещото, Флатман
- Сам Винъснт – Х.Ъ.Р.Б.И, Трапстър, Питър Паркър
- Пол Добсън – Виктор Вон Дум/доктор Дум, Човекът-къртица, Капитан Ултра
- Сунита Прасад – Алиша Мастърс

### Гост-звезди
- Марк Ачесън – Атума
- Майкъл Адамвайт – Намор
- Дон Браун – Хенри Питър Гайрич
- Тревър Девъл – Диабло
- Майкъл Добсън – Ронан, господин Бонър-Дейвис
- Браян Дръмънд – Агент Прат
- Лаура Дръмънд – Къртни Бонър-Дейвис
- Майк Гъбън – Хълк
- Джонатан Холмс – Магьосника
- Андрю Кавадас – доктор Брус Банър
- Дейвид Кей – Тони Старк/Железният човек
- Тери Класън – Невидимият човек
- Колин Мърдок – Уили Лумпкин
- Венус Терцо – Лучия вон Бардас
- Лий Токър – Терминус

## Продукция
През октомври 2004 г. е съобщено, че „Марвел Ентъртейнмънт“ и „МунСкуп Груп“ ще продуцират анимационен сериал, базиран на комиксовата поредица „Фантастичната четворка“ на Марвел Комикс, който ще бъде закупен от потенциални купувачи. След като разработката започва, Кристофър Йост е нает за монтажист. През март 2006 г. е обявено, че „Картун Нетуърк“ закупува правата за излъчване.

## В България
В България сериалът започва излъчване по локалната версия на „Картун Нетуърк“ на 1 октомври 2009 г. с нахсинхронен дублаж, записан в „Доли Медия Студио“ – преведен като „Фантастичната четворка“.
| Роля                             | Изпълнител         |
| -------------------------------- | ------------------ |
| Рийд РичардсГосподин Фантастичен | Росен Плосков      |
| Бен ГрийнНещото                  | Петър Чернев       |
| Джони СтормЧовекът-факла         | Камен Асенов       |
| Сюзън СтормНевидимата жена       | Ася Братанова      |
| Други гласове                    | Красимир Куцупаров |